# Aoashi
Aoashi (アオアシ) é uma série de mangá japonesa escrita e ilustrada por Yūgo Kobayashi e baseada em um conceito de Naohiko Ueno. Foi serializado na revista de mangá seinen da Shogakukan, Weekly Big Comic Spirits, desde janeiro de 2015. A série envolve o jogador de futebol juvenil Ashito Aoi e sua jornada e experiências na academia de jovens Tokyo Esperion. Uma adaptação para anime da Production I.G estreou em abril de 2022.
Em agosto de 2022, o mangá tinha mais de 15 milhões de cópias em circulação. Em 2020, o mangá ganhou o 65º Prêmio de Mangá Shogakukan na categoria geral.
Ao significa "azul", que é a cor da seleção japonesa de futebol, enquanto ashi significa "pés". Ao (青) também vem de ("青春", lit. "juventude", "primavera azul"). O título também significa "caniço azul", que representa imaturidade.

## Sinopse
Aoashi conta a história do jovem Ashito Aoi em seu terceiro ano na Ehime City Middle School e seu encontro com o técnico de futebol Tatsuya Fukuda. Ashito, apesar de talentoso, é um garoto difícil, mas Fukuda acredita nele e o convida para se juntar ao seu próprio time. Ashito poderia muito bem mudar a cara do futebol japonês.

## Personagens
Ashito Aoi (青井 葦人, Aoi Ashito)
Voz de: Kōki Ohsuzu
Eisaku Ohtomo (大友 栄作, Ōtomo Eisaku)
Voz de: Tatsumaru Tachibana
Sōichirō Tachibana (橘 総一朗, Tachibana Sōichirō)
Voz de: Seiichirō Yamashita
Keiji Togashi (冨樫 慶司, Togashi Keiji)
Voz de: Taku Yashiro
Kanpei Kuroda (黒田 勘平, Kuroda Kanpei)
Voz de: Shun Horie
Jun Martis Asari (朝利 マーチス 淳, Asari Māchisu Jun)
Voz de: Wataru Katō
Yūma Motoki (本木 遊馬, Motoki Yūma)
Voz de: Junya Enoki
Ryūichi Takeshima (竹島 龍一, Takeshima Ryūichi)
Voz de: Kentarō Kumagai
Tatsuya Fukuda (福田 達也, Fukuda Tatsuya)
Voz de: Chikahiro Kobayashi
Nagisa Akutsu (阿久津 渚, Akutsu Nagisa)
Voz de: Shunsuke Takeuchi
Haruhisa Kuribayashi (栗林 晴久, Kuribayashi Haruhisa)
Voz de: Yūichirō Umehara
Hana Ichijō (一条 花, Ichijō Hana)
Voz de: Maki Kawase
Nozomi Date (伊達 望, Date Nozomi)
Voz de: Hiroki Yasumoto
Anri Kaidō (海堂 杏里, Kaidō Anri)
Voz de: Reina Ueda
Taira Nakamura (中村 平, Nakamura Taira)
Voz de: Kensho Ono
Yōichi Kiriki (桐木 曜一, Kiriki Yōichi)
Voz de: Koki Uchiyama
Eita Takasugi (高杉 榮太, Takasugi Eita)
Voz de: Makoto Furukawa
Kenta Yoshitsune (義経 健太, Yoshitsune Kenta)
Voz de: Kazuyuki Okitsu
Aoi Kaneko (金子 葵, Kaneko Aoi)
Voz de: Mikako Komatsu
Noriko Aoi (青井 紀子, Aoi Noriko)
Voz de: Mie Sonozaki
Shun Aoi (青井 瞬, Aoi Shun)
Voz de: Yoshiki Nakajima
Akinori Kaneda (金田 晃教, Kaneda Akinori)
Voz de: Takuya Eguchi
Junnosuke Nakano (中野 淳之介, Nakano Junnosuke)
Voz de: Koutaro Nishiyama
Chiaki Mutō (武藤 千秋, Mutō Chiaki)
Voz de: Yūki Ono
Kōji Satake (佐竹 晃司, Satake Kōji)
Voz de: Tomoaki Maeno
Miyako Tachibana (橘 都, Tachibana Miyako)
Voz de: Kei Shindō

## Mídia

### Mangá
Aoashi é escrito e ilustrado por Yūgo Kobayashi e baseado em um conceito original de Naohiko Ueno. Foi serializada na Weekly Big Comic Spirits da Shogakukan a partir 5 de janeiro de 2015. A Shogakukan compilou seus capítulos em volumes tankōbon individuais. O primeiro volume foi publicado em 30 de abril de 2015. Em 30 de agosto de 2022, vinte e nove volumes haviam sido publicados.
A série é licenciada no Sudeste Asiático pela Shogakukan Asia. No Brasil, o mangá será publicado em 2022 pela Editora JBC.
Uma série de mangá spin-off, também escrita e ilustrada por Kobayashi, intitulada Aoashi Brotherfoot (アオアシ ブラザーフット, Aoashi Burazāfutto), foi serializada em cinco capítulos na Weekly Big Comic Spirits de 12 de julho a 23 de agosto de 2021. Seus capítulos foram coletados em um único volume tankōbon, lançado em 30 de agosto de 2021.

#### Lista de volumes
| - 1. Fāsuto Tatchi (ファーストタッチ) - 2. Tōkyō Shiti Esuperion (東京シティエスペリオン) - 3. Fukaketsuna Hikari (不可欠な光) - 4. Shikō-ryoku (思考力) - 5. Issen (一閃) - 6. Kangaeru Ashi (考える葦) - 7. Kaigō Suru (会合する) |

| - 8. Chōsen (挑戦) - 9. Saishū Shiken Kaishi (最終試験開始) - 10. Honryō (本領) - 11. Akutsu (阿久津) - 12. Ressei (劣勢) - 13. Jukensei ni Tsugu (受験生に告ぐ) - 14. Tsumetai me (冷たい目) - 15. Ganbatteru (がんばってる) - 16. (CROW) - 17. (CLOCK STRIKES) - 18. Sōkatsu (総括) |

| - 19. (合否) - 20. Orenji-iro no Keshiki Zenpen (オレンジ色の景色前編) - 21. Orenji-iro no Keshiki Chūhen (オレンジ色の景色中編) - 22. Orenji-iro no Keshiki Kōhen (オレンジ色の景色後編) - 23. J Yūsu no Tokken (Jユースの特権) - 24. Saikai (再会) - 25. Shōkaku-sei (昇格生) - 26. Sukauto-sei (スカウト生) - 27. Ichijo Hana 1 (一条花1) - 28. Ichijo Hana 2 (一条花2) |

| - 29. Yūsu Uijin (ユース初陣) - 30. (WALK) - 31. Chōhatsu (挑発) - 32. Masshiro (真っ白) - 33. Mushi (無視) - 34. Tenteki (天敵) - 35. Hana no Tsui Iro (花の追爐) - 36. Yoru Neri (夜練) - 37. Dōshitsu no Otoko (同室の男) - 38. Suparuta Rīzento (スパルタリーゼント) - 39. Hirogaru Sashi Rikiichi (広がるサシ力一) |

| - 40. (A1) - 41. (A2) - 42. (A3) - 43. Kyūjitsu no Sugoshi Kata 1 (休日のすごしかた1) - 44. Kyūjitsu no Sugoshi Kata 2 (休日のすごしかた2) - 45. Nyūgakushiki Tōjitsu no Fūkei (入学式当日の風景) - 46. Yuzurenai Koto (譲れないこと) - 47. Tōkyōto Rīgu Dai 1-setsu Narikyō Kōkō-sen (東京都リーグ第1節成京高校戦) - 48. HT + kinkyū Mītingu (HT +緊急ミーティング) - 49. Shikō no Nami (思考の波) - 50. (EYE TO EYE) |

| - 51. (3) - 52. Kotae-awase (答え合わせ) - 53. (EAGLE EYE1) - 54. (EAGLE EYE2) - 55. (EAGLE EYE3) - 56. Shukushō no Yoru (祝勝の夜) - 57. Saikō Kessaku (最高傑作) - 58. Senbō no Taishō (羨望の対象) - 59. Tōkyōto Rīgu Dai 2-setsu Kurume Dai Ichi Kōkō-sen (東京都リーグ第2節久留米第一高校戦) - 60. Shisen (視線) - 61. Ten (転) |

| - 62. PIECE (Pīsu) (PIECE（ ピース）) - 63. Shiki-sha-tachi no Omowaku (指揮者達の思惑) - 64. Takaga Sakkā (たかがサッカー) - 65. Ki Ryō (帰寮) - 66. Miwataseru (見渡せる) - 67. Fujiyū (不自由) - 68. Irubeki Basho (いるべき場所) - 69. Jikaku (自覚) - 70. (Please tell me) - 71. Kubi (首) - 72. Ari (蟻) |

| - 73. Omae Mitai ni (お前みたいに) - 74. Mitaka-eki Kitaguchi Nite 1 (三鷹駅北口にて1) - 75. Mitaka-eki Kitaguchi Nite 2 (三鷹駅北口にて2) - 76. Ureshī (嬉しい) - 77. Tōkyōto Rīgu Dai 7-setsu Tama Taiiku Daigaku Fuzoku Kōkō-sen (東京都リーグ第7節多摩体育大学付属高校戦) - 78. Futatsu no Kōchingu (二つのコーチング) - 79. Chō-kyū (超級) - 80. Sentaku (選択) - 81. (Wind of Change) - 82. Omaega Ita Toko (お前がいたとこ) - 83. Ukanaikao (浮かない顔) |

| - 84. Satake Kantoku (佐竹監督) - 85. Oretachi ni nai Mono (俺達にないもの) - 86. Kono Chīmu de Ichiban (このチームで一番) - 87. In'nen no Honō (因縁の炎) - 88. Besuto Menbā (ベストメンバー) - 89. 3-nen Hira 1 (3年平刖1) - 90. 3-nen Hira 2 (3年平刖2) - 91. 3-nen Hira 3 (3年平刖3) - 92. Hontōni Yowai Yatsu wa (本当に弱い奴は) - 93. 10-bu Dake Inaku Naru (10分だけいなくなる) - 94. Tōkyōto Rīgu Dai 8-setsu Tōkyō Musashino Shūkyū-dan Yūsu-sen (東京都リーグ第8節東京武蔵野蹴球団ユース戦) |

### Anime
Uma adaptação para anime foi anunciada em maio de 2021. A série é produzida pela Production I.G e dirigida por Akira Satō, com roteiros escritos por Masahiro Yokotani e desenhos de personagens de Manabu Nakatake, Toshie Kawamura, Asuka Yamaguchi e Saki Hasegawa, com Nakatake e Yamaguchi também atuando como diretores de animação. Masaru Yokoyama compôs a música da série. Ela estreou em 9 de abril de 2022, na NHK Educational TV. A primeira música tema de abertura é "Mushin Hakusū" de Alexandros, enquanto a primeira música tema de encerramento é "Blue Diary" de Rinne. A segunda música tema de abertura é "Presence" de Superfly, enquanto a segunda música tema de encerramento é "Color Lily no Koibumi" de Kami wa Saikoro wo Furanai. A Crunchyroll licenciou a série fora da Ásia. A Disney Platform Distribution licenciou a série no Sudeste Asiático, Hong Kong, Coreia do Sul e Taiwan. Eles começaram a transmitir a série na Indonésia, Malásia e Tailândia a partir de 4 de maio de 2022; Hong Kong, Taiwan e Singapura a partir de 8 de junho de 2022.

## Recepção
Aoashi foi indicado para o 10º Grande Prêmio de Mangá em 2017; e ficou em 4º lugar com 60 pontos. Em 2020, junto com Kaguya-sama: Love is War, o mangá ganhou o 65º Prêmio de Mangá Shogakukan na categoria geral.
Em abril de 2020, o mangá tinha mais de 4,5 milhões de cópias em circulação, incluindo versões digitais. Em fevereiro de 2022, o mangá tinha mais de 10 milhões de cópias em circulação, incluindo versões digitais. Em junho de 2022, o mangá tinha mais de 12 milhões de cópias em circulação. Em agosto de 2022, o mangá tinha mais de 15 milhões de cópias em circulação.